# Villacanale
Villacanale è una frazione di Agnone in provincia di Isernia, posta in una zona collinare. Conta circa 70 abitanti permanenti. Nei mesi estivi invece il numero di abitanti sale a oltre 300, grazie al rientro dei numerosi emigranti che lavorano all'estero o nelle grandi città italiane.

## Storia
La storia di Villacanale è strettamente legata a quella di Agnone, come pertinenza essenziale dei vari feudatari che si sono succeduti nel corso del tempo. 
La fertilità e la produttività del terreno, la presenza di alcune sorgenti acquifere, la vegetazione rigogliosa, hanno reso intoccabile questa terra ai Caracciolo di Santobuono, principi titolari di Agnone.
Questa famiglia feudataria cercò di curare più la parte economica che quella urbanistica; quest'ultima infatti viene presa in seria considerazione solo dopo la seconda metà del XVII secolo. 
È intuibile che il fattore demografico, inteso come popolazione residente "in loco", era molto scarso. 
L'incremento della popolazione avviene sotto la signoria feudale del principi Marino e Gregorio Caracciolo. E così sorge il primo centro urbanistico rappresentato dall'attuale zona sita nell'immediata vicinanza della chiesa madre dedicata a San Michele Arcangelo. 
Con la legge dell'eversione della feudalità, promulgata da Giuseppe Bonaparte nel 1806, il territorio di Villacanale diventa demaniale. Il potere centrale del Regno di Napoli concede al comune di Agnone l'uso di queste terre, per affidarle ai richiedenti per fini agricoli.
Il frazionamento del terreno permette un popolamento massiccio della frazione. Ad opera delle famiglie Cacciavillani, Massanisso, Totaro, Di Pietro, Di Ciocco, Capussi, Di Carlo, D'Onofrio, Apollonio, Pallotto, Masciotra, Di Bartolomeo, Palomba, Ottaviano, Marinelli, Lemme, Pannunzio, Iannicelli, Gambatese, Vecchiarelli, Lamano, Mastronardi, Ingratta, Labbate, Di Menna, Marcovecchio il numero di abitanti permanenti sale sensibilmente.
Con la forte produttività della terra inizia per Villacanale un periodo di benessere. Intorno al 1845 però, per la progressiva diminuzione del fattore zootecnico, i contadini iniziano a restituire al demanio la terra ormai improduttiva. Un periodo di carestia e miseria piomba su Villacanale e su tutti i paesi vicini.
Questa situazione è aggravata nel 1860 dall'Unità d'Italia che duplica le tasse.
Per i canalesi inizia il fenomeno dell'emigrazione nelle terre d'oltre oceano.
Argentina, Brasile e Canada sono le mete preferite che danno lavoro e decoro all'emigrante, che con enormi sacrifici riesce ad acquistare quel fazzoletto di terra, che oggi compone, insieme a tutti gli altri, la frazione di Villacanale. 
L'aumento del benessere permette un aumento demografico. Gli emigranti aumentando il loro tenore di vita si permettono il rientro in patria, per rivedere la famiglia ed il proprio podere.
In tempi odierni Villacanale è animata dall'"Associazione Culturale Nuova Villacanale" che ogni estate organizza diverse feste e mostre.